# Копли, Джон Синглтон
Джон Си́нглтон Ко́пли (англ. John Singleton Copley; 3 июля 1738, Бостон — 9 сентября 1815, Лондон) — американский и английский живописец, крупнейший и наиболее влиятельный художник колониального периода, мастер портретной и исторической картины. Академик Королевской академии художеств в Лондоне (с 1779; ассоциированный член с 1776), почетный иностранный член Американской академии искусств и наук (с 1791).

## Биография
Родился в Бостоне. Его отчим сам был художником, и в дальнейшем помогал своему пасынку советами. Однако в основном свой художественный талант Копли оттачивал самостоятельно, копируя гравюры с произведений Готфрида Кнеллера, Джошуа Рейнольдса и других мастеров того времени.
В 1766 году Копли посылает в Лондон на выставку картину «Мальчик с белкой-летягой» — портрет своего младшего брата Генри Пелема, исполненный специально для этого случая, и получает самые лестные отзывы, в том числе от Джошуа Рейнолдса, заявившего, что Копли мог бы стать мастером мировой величины — при соответствующем художественном образовании.

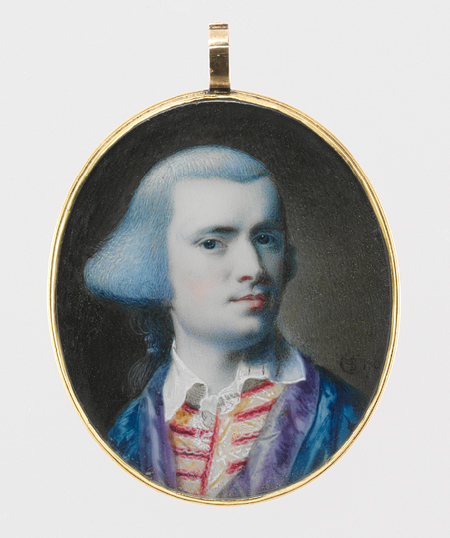
Миниатюрный автопортрет, 1769

В 1774 году, в преддверии войны за независимость США и ввиду неспокойной политической обстановки, Копли покидает Америку и через некоторое время вместе с семьёй оседает в Лондоне.
В Лондоне Копли близко сошёлся с живописцем Бенджамином Уэстом, своим соотечественником, прибывшим в Англию на одиннадцать лет раньше и к тому времени уже снискавшим признание публики. Под влиянием Уэста Копли обращается к историческому жанру. В своей первой значительной работе этого рода («Уотсон и акула») художник разрабатывает тему борьбы человека с разрушительными силами природы, что в дальнейшем станет отличительной чертой всего романтизма XIX века.
В 1799 году Копли становится членом Королевской Академии художеств.
В последние годы жизни его здоровье резко ухудшилось, тем не менее он продолжал работать до последних месяцев жизни. Умер в Лондоне 9 сентября 1815 года.

## Творчество
Портреты, созданные Копли, написаны в классицистической манере с элементами рококо. Такие его произведения, как знаменитый «Мальчик с белкой» (портрет его брата Генри Пелэма; 1765), портреты П. Ревира (1768), Н. Хэрда (1765—1766), ныне находящиеся в Музее изящных искусств Бостона, дают представление о том, что Копли был одним из лучших американских портретистов своего времени.

Некоторые работы
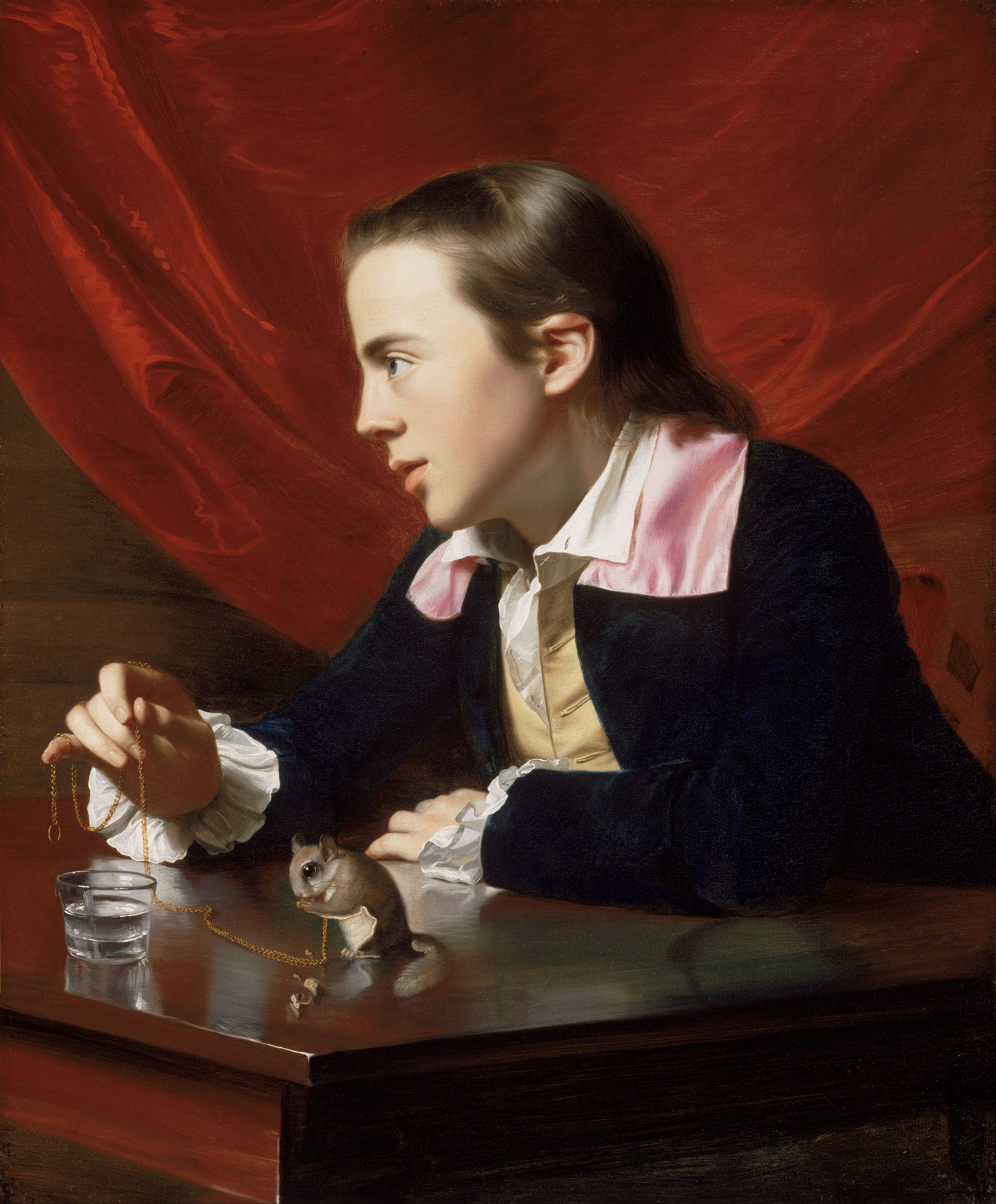
Мальчик с белкой-летягой, 1765
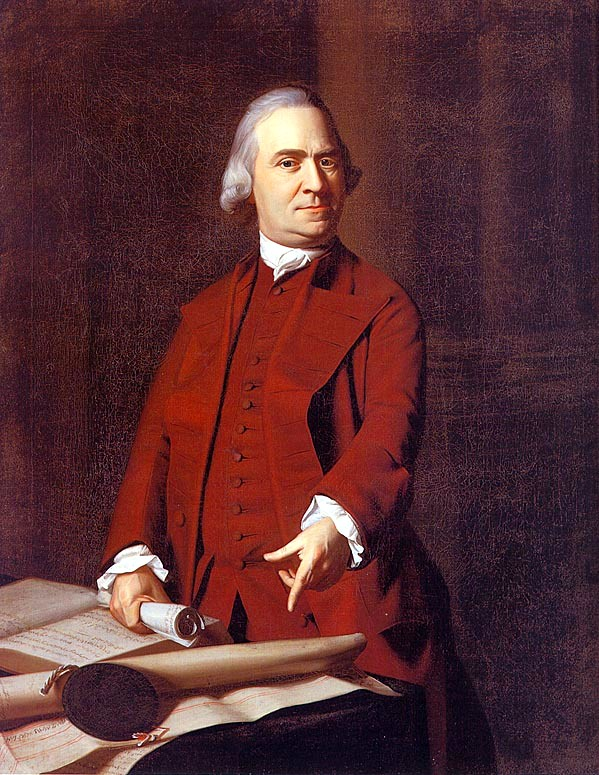
Сэмюэль Адамс, 1772
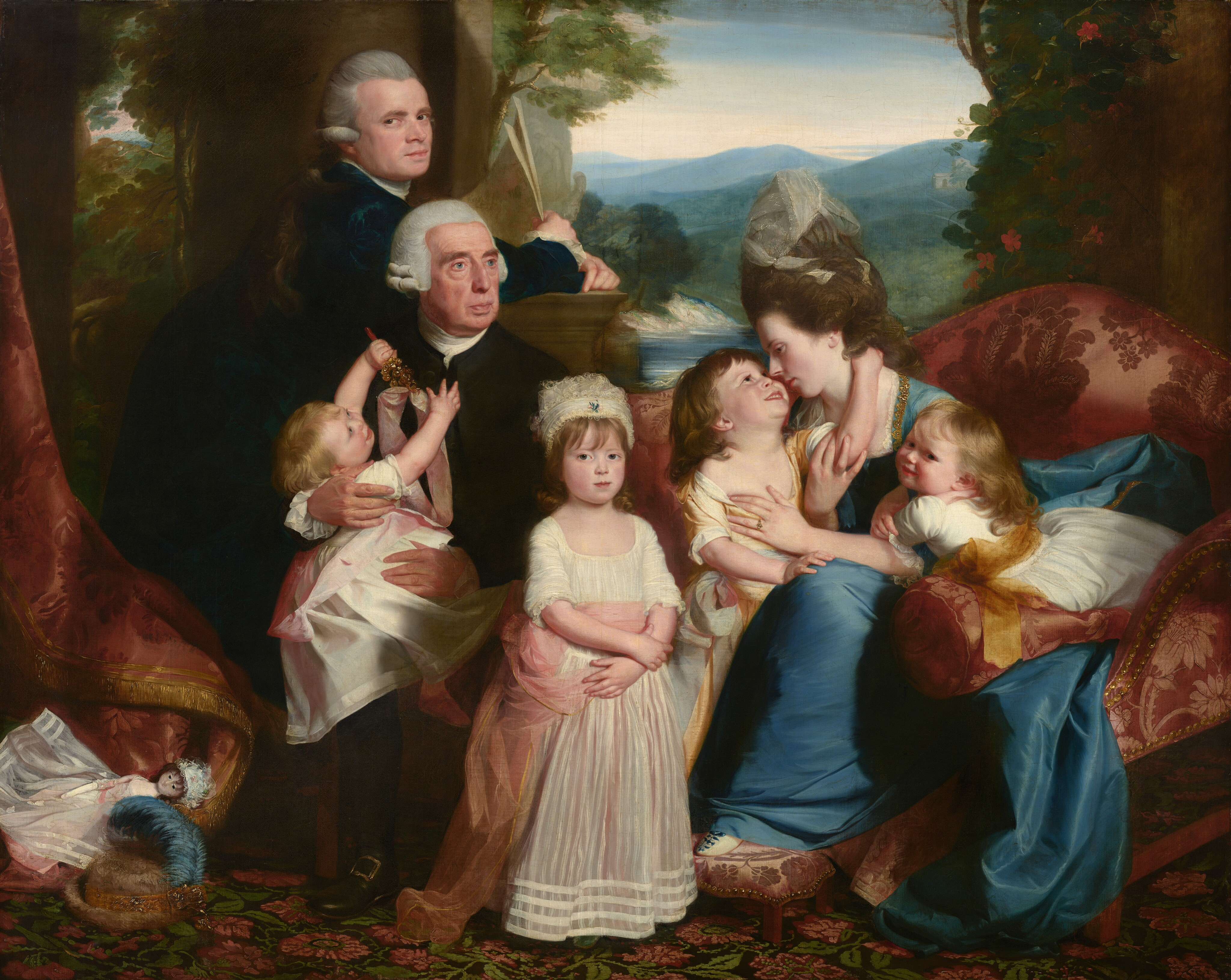
Семья Копли, 1776
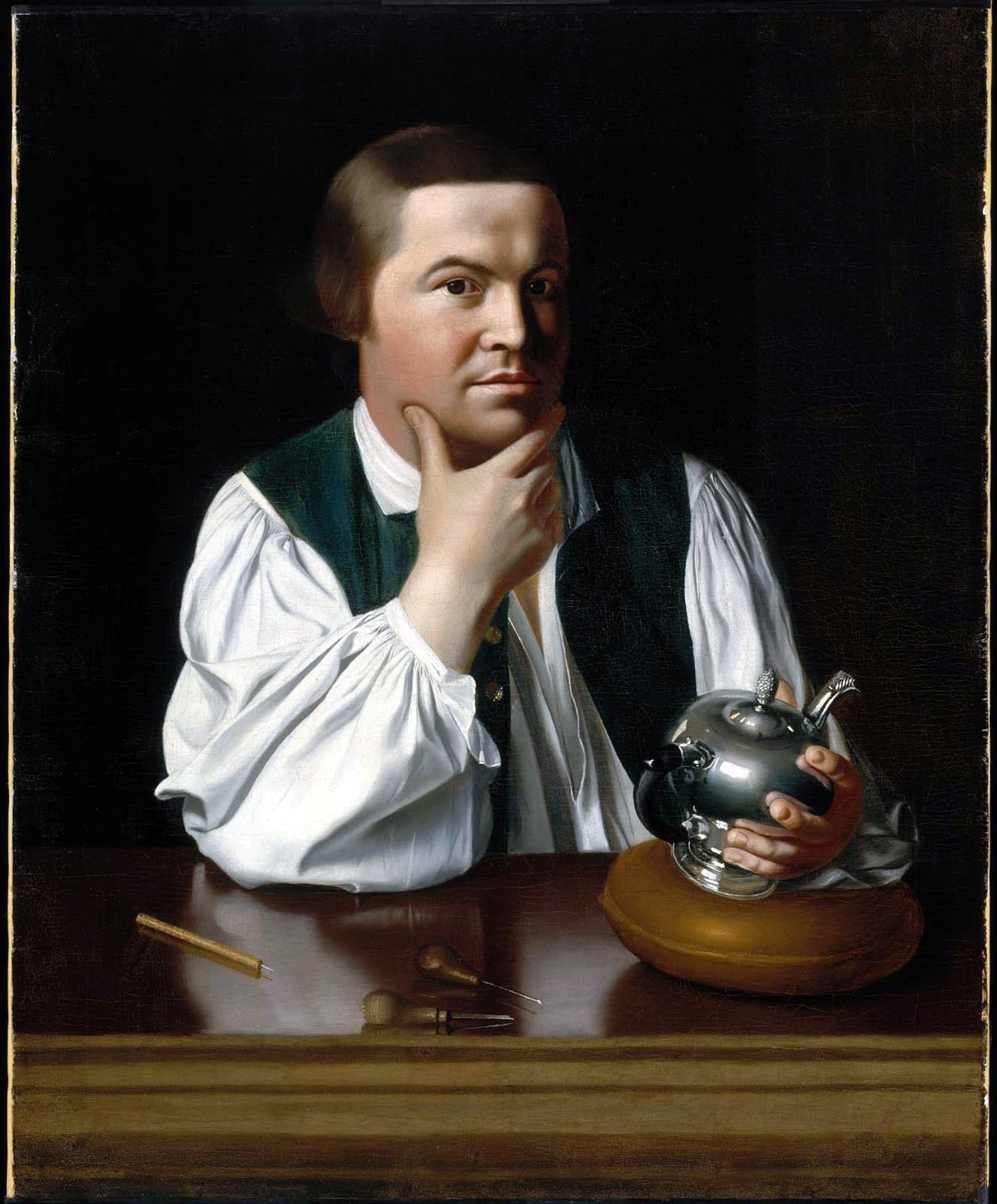
Пол Ревир, 1770
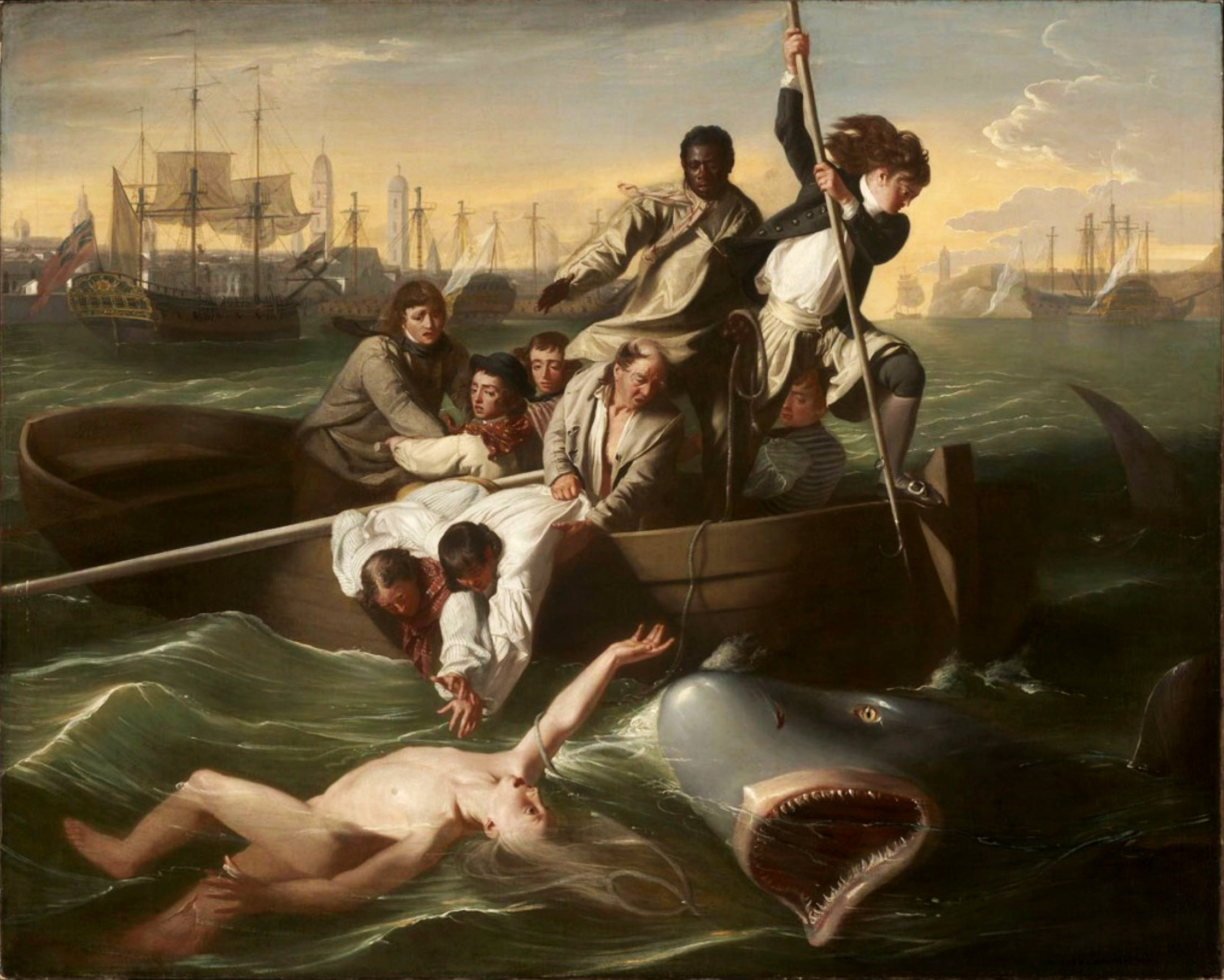
Уотсон и акула, 1778
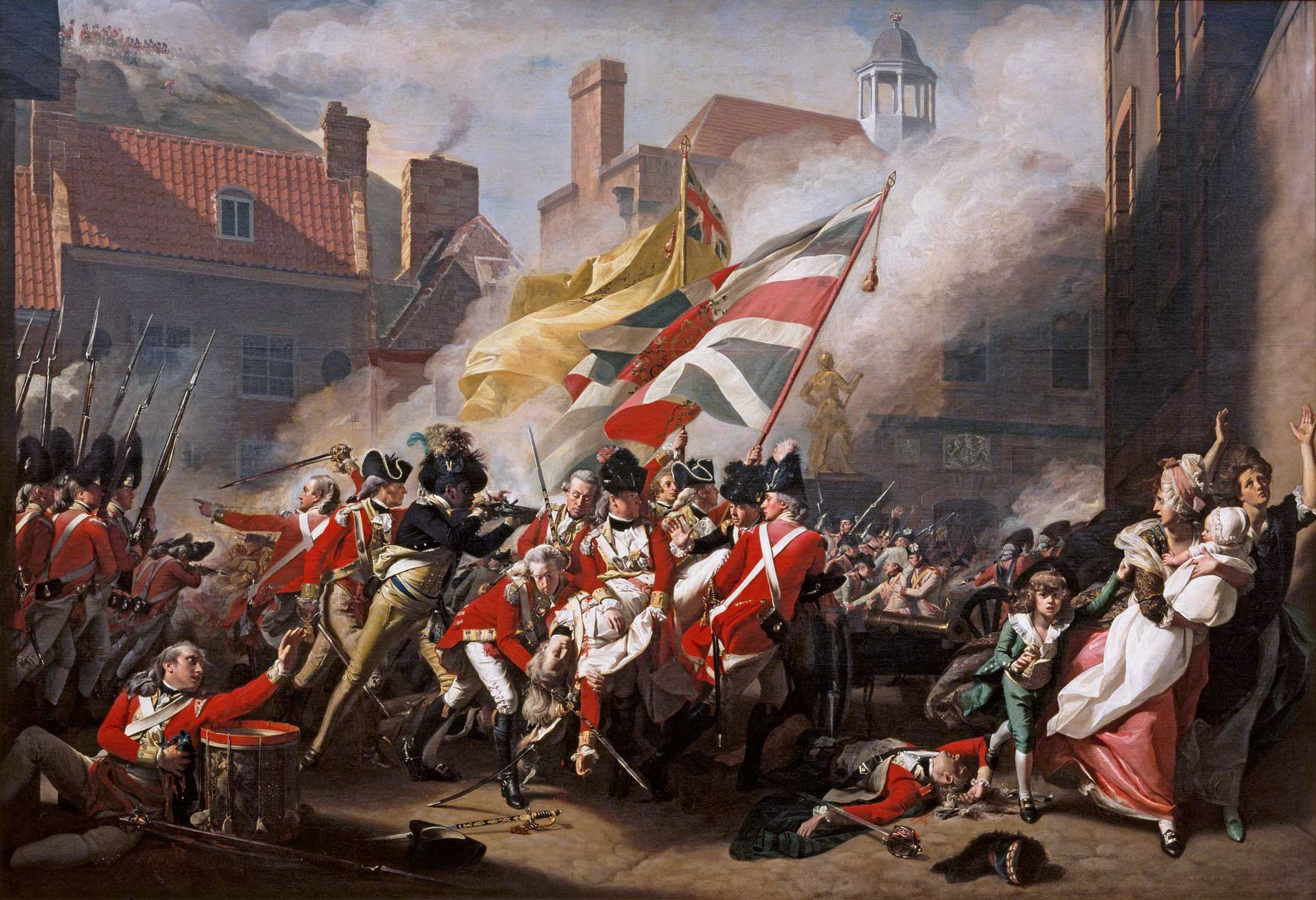
Смерть майора Пирсона, 1782—1784
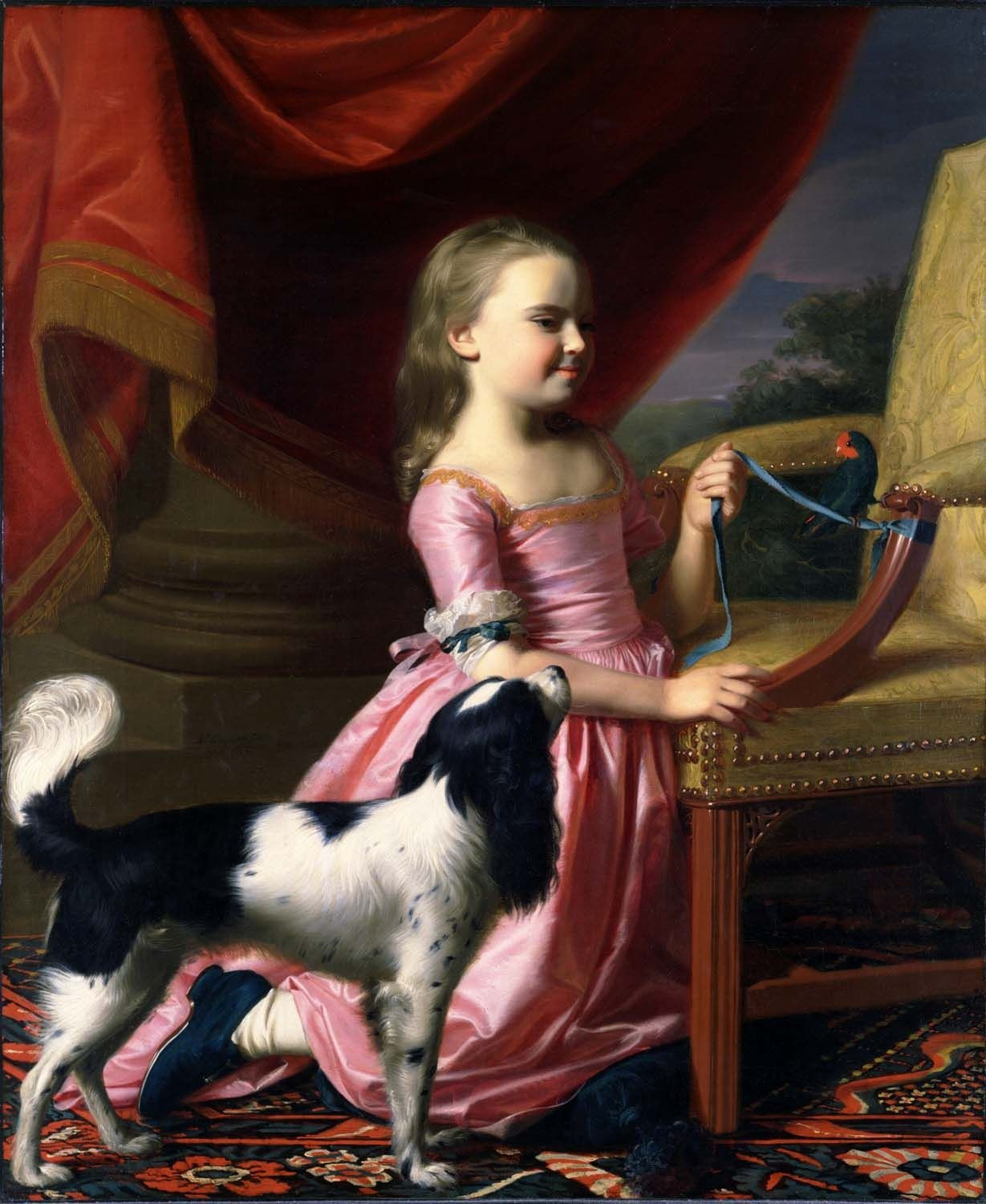
Маленькая леди с птицей и собакой
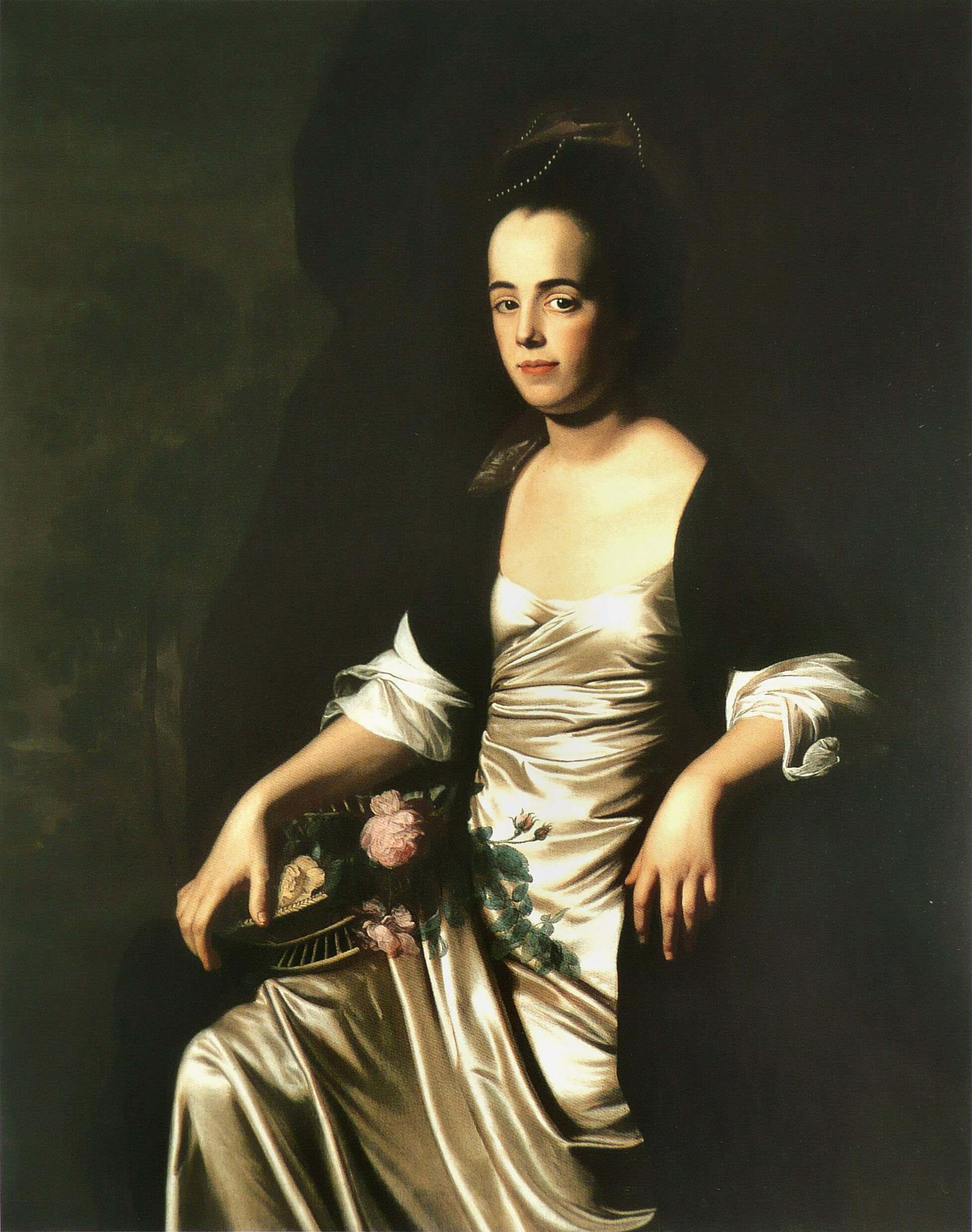
Джудит Мюррей

## Память
- В честь Копли назван кратер на Меркурии.
- В Бостоне именем художника названо Общество искусств Копли.